# Hass (Familienname)
Hass oder Haß ist ein deutscher Familienname.

## Namensträger

### A
- Amira Hass (* 1956), israelische Journalistin
- Andreas Hass (* 1969), deutscher Drehbuchautor

### B
- Berthold H. Hass (* 1971), deutscher Ökonom

### D
- Danny Haß (* 1974), deutscher Fußballspieler
- Dieter Hass (1934–1996), deutscher Chemiker

### E
- Emil Hass Christensen (1903–1982), dänischer Schauspieler

### F
- Frank Haß (* 1966), deutscher Pädagoge und Autor
- Franz Haß (1781–1835), deutscher Regierungsbeamter
- Fritz Hass (1864–1930), deutscher Maler, Illustrator, Karikaturist
- Fritz Hass (Maler, 1902) (1902–1994), deutscher Maler

### G
- Gerald Hass (* 1934), deutscher Mediziner und Hochschullehrer
- Gerhard Haß (* 1942), deutscher Richter
- Gerhart Hass (1931–2008), deutscher Historiker
- Gertrud Hass (1881–1950), deutsche Politikerin (SPD), Stadtverordnete von Berlin, siehe Gertrud Scholz
- Giorgina Kazungu-Haß (* 1978), deutsche Politikerin (SPD)
- Gustav Hass (1872–1932), deutscher Marineoffizier, Konteradmiral

### H
- Hanna Levy-Hass (1913–2001), jugoslawische Autorin
- Hans Hass (1919–2013), österreichischer Biologe und Meeresforscher
- Hans Hass (Schauspieler) (1946–2009), österreichisch-deutscher Schauspieler und Sänger
- Hans-Egon Hass (1916–1969), deutscher Jurist, Germanist und Hochschullehrer
- Hedwig Haß (1902–1992), deutsche Fechterin
- Helmut Hass (* 1919), deutscher Politiker
- Hieronymus Albrecht Hass (1689–1752), deutscher Instrumentenbauer
- Hubert Haß (* 1949), deutscher Konteradmiral
- Hugo Haß (1912–2000), deutscher Generalmajor

### I
- Ilse Hass (Sängerin) (1923–2015), deutsche Schlagersängerin
- Ilse Hass (Theologin) (1941–1995), deutsche Theologin

### J
- Jochen Hass (1917–2000), deutscher Maler und Denkmalpfleger
- Johann Adolph Hass (1713–1779), deutscher Instrumentenbauer
- Johannes Hass (Chronist) (1473–1544), deutscher Chronist und Politiker, Bürgermeister von Görlitz
- Johannes Hass (Politiker) (1873–1945), deutscher Politiker (SPD)
- Jürgen Hass (* 1949), deutscher Kaufmann und Politiker (FDP)

### K
- Karl Hass (1912–2004), deutscher SS-Offizier und Kriegsverbrecher
- Katja Haß (* 1968), deutsche Bühnenbildnerin

### L
- Lotte Hass (1928–2015), österreichische Taucherin und Schauspielerin

### M
- Malte Haß (1872–1916), preußischer Regierungsrat und Oberförster in Kiautschou
- Martin Hass (1883–1911), deutscher Historiker
- Matthias Haß (Musikproduzent) (* 1967), deutscher Musikproduzent und Komponist
- Matthias Haß (Politiker) (* 1967), deutscher Verwaltungsjurist und Politiker (CDU)

### O
- Otto Hass (* 1938), deutscher Mathematiker

### P
- Peter Hass (1903–1975), deutscher Politiker (SPD)

### R
- Robert Hass (* 1941), US-amerikanischer Dichter
- Robert Bernard Hass (* 1962), US-amerikanischer Autor und Kritiker
- Rudolph Hass (1892–1952), US-amerikanischer Züchter

### S
- Sabine Hass (1949–1999), deutsche Sängerin (Sopran)
- Siegfried Haß (1898–1987), deutscher Offizier, Generalleutnant

### T
- Torsten Haß (* 1970), deutscher Bibliothekar und Schriftsteller

### U
- Udo Haß (* 1949), deutscher Fußballspieler
- Ulrich Haß (1942–2024), deutscher Schauspieler
- Ulrike Haß (Theaterwissenschaftlerin) (* 1950), deutsche Theaterwissenschaftlerin
- Ulrike Haß (Sprachwissenschaftlerin) (* 1954), deutsche Sprachwissenschaftlerin

### V
- Valentin Hass († 1564), Bürgermeister von Görlitz

### W
- Werner Hass (1927–2017), deutscher Sänger